# آرخانگلسکویه (شهرستان آرخانگلسکی، باشقیرستان)

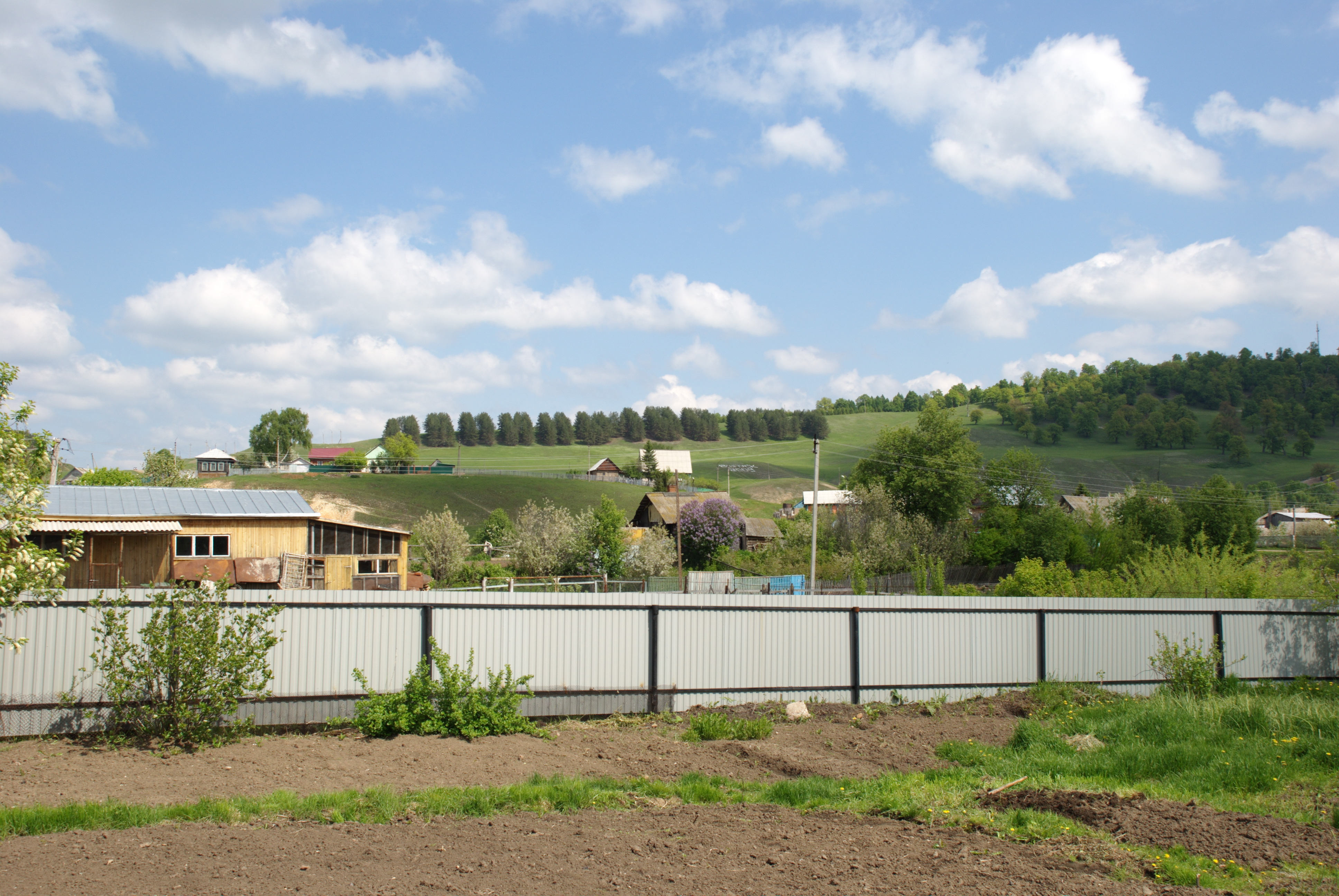
آرخانگلسکویه

آرخانگلسکویه (به لاتین: Arkhangelskoye) یک منطقهٔ مسکونی در روسیه است که در باشقیرستان واقع شده‌است.